# ハイヒールモモコ一家の夏休み
『ハイヒールモモコ一家の夏休み』（ハイヒールモモコいっかのなつやすみ）は、1997年から毎年8月下旬または9月に関西テレビで放送されていた紀行特別番組である。

## 概要・番組内容
ハイヒールモモコ・小林聡夫妻一家が毎回夏休みの家族旅行に対して、世界各国の絶景おもてなしを招待させようとする旅番組である。

## 放送日
- 第1弾 : ニュージーランド（1997年8月31日（日曜日） 16:00 - 17:25、番組タイトルが『ハイヒールモモコ一家の夏休み密着!〜仁一郎2才!ニュージーランドにペンギンを追う〜』）
- 第2弾 : フィジー（1998年8月28日（金曜日） 15:55 - 17:20、番組タイトルが『ハイヒールモモコ一家のフィジー旅密着8日間』）
- 第3弾 : セブ島（1999年8月31日（火曜日） 19:30 - 20:00、番組タイトルが『火曜インパクト! ハイヒールモモコ一家の夏休み'99〜東洋の楽園セブ島旅行記〜』）
- 第4弾 : アメリカ・テキサス（2000年8月27日（日曜日） 16:00 - 17:25、番組タイトルが『ハイヒールモモコ一家の夏休み2000〜アメリカ西部劇の街を行く!〜』）
- 第5弾 : タイ（2001年8月25日（土曜日） 15:55 - 17:25、番組タイトルが『ハイヒールモモコ一家の夏休み2001 タイ編』）
- 第6弾 : カナダ（2002年8月31日（土曜日） 14:00 - 15:25、番組タイトルが『モモコ一家の夏休み笑いと感動のカナダ紀行』）
- 第7弾 : 富士山頂（2003年8月30日（土曜日） 14:30 - 15:55、番組タイトルが『モモコ一家の夏休み!! 挑戦 富士山頂をめざせ〜仁一郎8才＆政之助4才の大冒険〜』）
- 第8弾 : タイ〜ラオス〜ミャンマー（2004年8月22日（日曜日） 16:00 - 17:25、番組タイトルが『モモコ一家の夏休み2004 タイ&ラオス&ミャンマーの国境大冒険旅!』）
- 第9弾 : マレーシア・コタキナバル（2005年9月11日（日曜日） 16:00 - 17:25、番組タイトルが『モモコ一家の夏休みinコタキナバル幻の水上村バジャウ族ふれあい大冒険』）
- 第10弾 : モンゴル（2006年9月18日（月曜日） 15:30 - 16:54、番組タイトルが『モモコ一家の夏休み2006 大草原モンゴル(秘)大冒険感動体験』）
- 番外編 : モモコ一家の夏休み 10年の感動アルバムいい所ばっかりお見せしちゃいますSP（2007年9月16日（日曜日） 13:54 - 14:55）
- 第11弾 : オーストラリア（2007年9月24日（月曜日） 15:30 - 16:54、番組タイトルが『モモコ一家の夏休み2007inオーストラリア 笑いまくり!泣きまくり!深夜鉄道1000kmの旅』）

## スタッフ
- ナレーション : 豊田康雄（KTVアナウンサー）
- CAM : 岩崎寛
- EED : 塩見淳
- MA : 岩田修一
- メイク : 坂下愛
- 広報 : 大村貴子（KTV）【番外編、第11弾】
- ディレクター :松本浩　横山勇人　瑠東東一郎
- プロデューサー : 乾正志（KTV）【番外編、第11弾】、伊東宏明（メディアプルポ）
- 技術協力 :
- 制作協力 : メディアプルポ
- 制作著作 : 関西テレビ